# Jason Starr
Jason Starr (n. 1968 în Brooklyn, New York City) este un scriitor și scenarist american. Starr este cunoscut pentru romane polițiste. El trăiește și scrie în New York.

## Biografie
A început să scrie scurte povestiri de pe vremea când frecventa Binghamton University. Scurt mai târziu a început să se concentreze pe scenarii și piese de teatru pentru teatrul Off Broadway.

### Romane
- 1997 - Cold Caller, ISBN 0393317676
- 1998 - Nothing Personal, ISBN 1568581610
- 2000 - Fake I.D., ISBN 1901982831
- 2002 - Hard Feelings, ISBN 0375727094
- 2002 - Tough Luck, ISBN 0375727116
- 2004 - Twisted City, ISBN 1400075068
- 2006 - Bust (împreună cu Ken Bruen), ISBN 978-0843955910
- 2006 - Lights Out, ISBN 978-0312359720
- 2007 - The Follower, ISBN 978-0312359744
- 2007 - Slide (împreună cu Ken Bruen), ISBN 978-0312359744
- 2008 - The Max (împreună cu Ken Bruen), ISBN 978-0843959666
- 2009 - Panic Attack, ISBN 978-0312387068
- 2011 - The Pack, ISBN 978-0441020089
- 2012 - The Craving, ISBN 978-1937007553
- 2015 - Savage Lane

## Premii
- 2004: Barry Award pentru Tough Luck
- 2005: Anthony Award pentru Twisted City